# Bataille de Mount Zion Church
Guerre de Sécession
Batailles
Opérations pour contrôler le Missouri
- Boonville
- Cole Camp
- Carthage
- Wilson's Creek
- Dry Wood Creek
- Liberty
- Lexington (1re)
- Fredericktown
- Springfield (1re)
- Mount Zion Church
- Blackwater Creek (en)

La bataille de Mount Zion Church s'est déroulée le 28 décembre 1861, dans le comté de Boone, près de Mount Zion Church, pendant la guerre de Sécession. La victoire de L'Union qui en résulte ici et ailleurs dans de centre du Missouri clôt les activités de recrutement confédéré dans la région et repoussent les forces confédérées conventionnelles hors de la région jusqu'à l'invasion de l'automne 1864 du général Sterling Price et de sa garde de l'État du Missouri.

## Avance dans Hallsville
Le brigadier général Benjamin M. Prentiss commande un force de l'Union composée de cinq compagnies du 3rd Missouri Cavalry [Union] et deux compagnies des Birge's Western Sharpshooters dans le comté de Boone pour protéger la voie ferrée du North Missouri Railroad, perturber l'organisation de la garde de l'État du Missouri sécessionniste, et d'une manière générale d'intimider le sentiment sécessionniste dans la région. Les forces de Prentiss quitte ses quartiers généraux du nord du Missouri à Palmyra, Missouri, le 24 décembre 1861.
Après être arrivé à Sturgeon le 26 décembre 1861, Prentiss apprend la présence d'une concentration de la garde de l'État près de Hallsville. Il envoie une compagnie à Hallsville le lendemain qui combat un détachement de la garde de l'État sous le commandement du colonel Caleb Dorseyt, lors d'une escarmouche de 10 minutes à deux kilomètres et demi au nord de Mount Zion Church, elle-même située à environ 4,8 kilomètres (3 miles) au sud est de Hallsville et à 24 kilomètres au nord-est de Columbia. Les troupes de Prentiss subissent des pertes, y compris des prisonniers, avant de retraiter vers Sturgeon à 18 heures.

## Bataille à Mt. Zion
Le 28 décembre 1861 vers 2 heures du matin, Prentiss met en marche l'ensemble de ses troupes pour rencontrer la force de Dorsey. Alors que l'on peut dénombre 900 gardes de l'État, la plupart semble être des volontaires locaux, dont beaucoup ne sont pas armés aves des « armes militaires » (bien que beaucoup aient des armes personnelles de différents types). Un détachement de la force de Prentiss met en déroute une compagnie de gardes de l'État sur la route de Hallsville à 90 mètres (100 yards) à lest de Mount Zion Church et apprend que le reste de la force est dans la propriété paroissiale, localisée sur une grande colline. Le camp principal est en réalité dans un renfoncement broussailleux à l'est de l'église. Prentiss avance sur les positions de la garde de l'État, lançant trois charges. À la troisième, les confédérés ayant épuisé leurs munitions, reculent vers leurs trains d'approvisionnement et sont surpassés. La bataille se termine vers 11 heures du matin,.

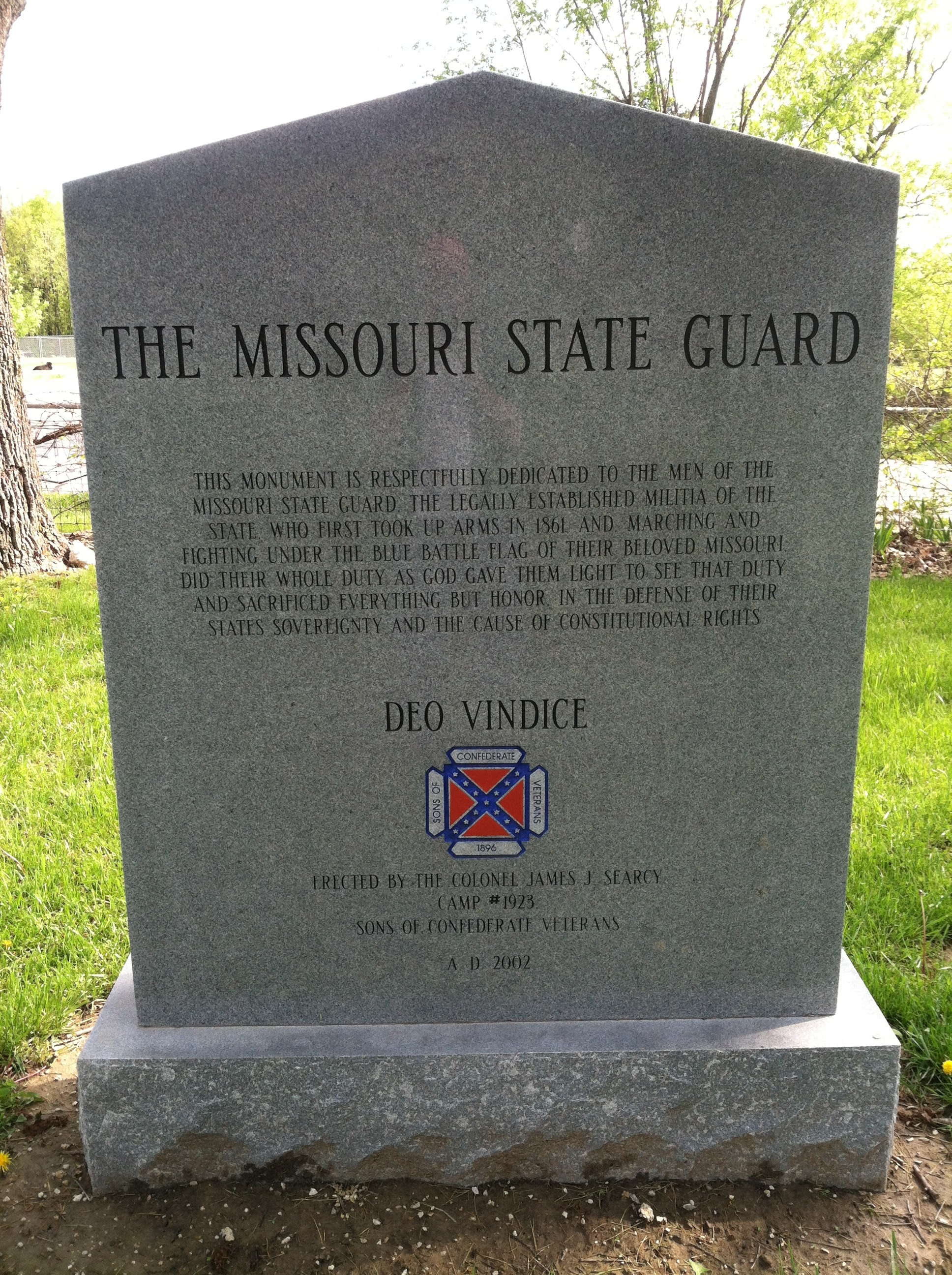
Le mémorial confédéré près de l'église

## Conséquences
La garde de l'État du Missouri est effectivement expulsé du nord de comté de Boone jusqu'à Columbia. Les forces de Dorsey perdent 25 mots, 150 blessés et 60 prisonniers supplémentaires, dont un officier. De plus, les gardes perdent des chariots, 90 chevaux et 105 armes. Le reste se disperse, Dorsey se dirigeant vers l'ouest du canton de Perche, au nord ouest du comté de Boone vers la rivière Missouri. Après la négociation et l'échange de prisonniers, Dorsey établit son campement près de Everett, Missouri. Quelques jours plus tard, Dorsey reçoit l'ordre du commandant de la garde de l'État, le major général Sterling Price de disperser ses forces. Mount Zion et les batailles associées de Roan's Tan Yard sonne le glas pour l'organisation formelle de la garde de l'État dans le centre du Missouri. Les éléments résiduels du commandement de Dorsey traversent le Missouri et rejoignent le général Pierce en février 1862. Alors que la guérilla réapparaît au sud et à l'ouest de Columbia, les confédérés ne se confronteront aux forces de l'Union lors d'une bataille « conventionnelle » dans la région qu'à l’automne 1864 lors du raid de Price.

## Site historique
Aujourd'hui, l'église et son cimetière sont répertoriés sur le Registre national des lieux historiques. L'emplacement du cimetière contient les restes de soldats qui ont péri lors de la bataille et un marqueur historique a été installé pour commémorer la garde de l'État du Missouri.